# Trombofília
La trombofília  (anomenada a vegades estat d'hipercoagulabilitat o protrombòtic) és una anomalia de la coagulació sanguínia que augmenta el risc de trombosi (formació de coàguls de sang en els vasos sanguinis). Aquestes anomalies es poden detectar en el 50% de les persones que tenen un episodi de trombosi (com la trombosi venosa profunda a la cama) que no va ser provocada per altres causes. Una proporció significativa de la població té una anomalia detectable, però la majoria només desenvolupa la trombosi en presència d'un factor de risc addicional.
No existeix un tractament específic per a la majoria de les trombofílies, però els episodis recurrents de trombosi poden ser una indicació d'anticoagulació preventiva a llarg termini. La primera forma principal de trombofília, la deficiència d'antitrombina, va ser identificada el 1965, mentre que les alteracions més comunes (incloent el factor V de Leiden) van ser descrites en la dècada de 1990.